# Coussapoa nymphaeifolia
Coussapoa nymphaeifolia là loài thực vật có hoa trong họ Tầm ma. Loài này được Standl. mô tả khoa học đầu tiên năm 1924.